# Швейцарська академія наук
Швейцарська академія наук (англ. Swiss Academy of Sciences, SCNAT) — національна академія наук у Швейцарії, заснована 1815 року. Німецькою, французькою та італійською мовами (офіційні мови Швейцарії) назва — Akademie der Naturwissenschaften Schweiz, Académie suisse des sciences naturelles та Accademia svizzera di scienze naturali відповідно.
Швейцарська академія наук є частиною Швейцарських академій мистецтв і наук і щорічно присуджує премію Prix Schläfli. У 2015 році Швейцарська академія наук включала понад 35000 експертів з понад 130 товариств у всіх кантонах Швейцарії.